# Branislav Hrnjiček
Branislav Hrnjiček, (nell'alfabeto cirillico serbo Бpaниcлaв Xpњичeк) (Belgrado, 5 giugno 1908 – Belgrado, 2 luglio 1964), è stato un calciatore jugoslavo.

## Carriera
Hrnjiček giocò per tutta la sua carriera, in due squadre di Belgrado, Jugoslavija e BSK Belgrado.
Giocò anche per la Nazionale jugoslava con la quale disputò il Mondiale 1930 senza però giocare alcuna partita.